# Спитакасар
Спитакасар (јерм. Սպիտակասար; бели врх) је угашена вулканска купа у Јерменији, а налази се у јужном делу Гегамских планина, на граници марзева Котајк и Гехаркуник. Други је по висини врх на Гегамским планинама, после Аждахака, са надморском висином од 3.560 метара.
Основа купе има пречник од 3.500 метара а релативна висина је 500 метара. Источне и северни обронци купе су избраздани бројним и дубоким валовима (ледничким коритима).
На северним обронцима планине извире река Гаварагет.